# Punta de Cato
La Punta de Cato (en noruego: Catoodden) es un cabo que forma el extremo suroeste de la isla Bouvet, en el océano Atlántico Sur. Fue cartografiada por primera vez en 1898 por una expedición alemana al mando de Carl Chun y fue luego nuevamente cartografiada por la expedición noruega bajo el mando del capital Harald Horntvedt, quien exploró el área desde el Norvegia en diciembre de 1927.